# Povl Wøldike
Povl „Poul“ Jeremias Wøldike (* 13. August 1899 in Kopenhagen; † 25. Juli 1975 in Odense) war ein dänischer Schauspieler.

## Leben
Povl Wøldike wuchs als einziger Sohn des dänischen Opernsängers Rolf Askur Wøldike (1852–1919) und der aus Deutschland stammenden Marie Christine Kretzschmer (1868–19??) in Kopenhagen auf.
Er absolvierte seine Schauspielausbildung von 1923 bis 1927 an der Eleveskole des Königlichen Theaters Kopenhagen, wo er als Darsteller auch sein Bühnendebüt hatte. Er wirkte als Bühnendarsteller an verschiedenen Theatern, so auch am Folketeatret, am Aarhus Teater, am Nørrebro-Theater oder am Frederiksberg-Theater. Später war er dann am Odense Teater über viele Jahre hinweg als festes Ensemblemitglied engagiert. Von 1938 bis 1972 wirkte er als Schauspieler vor der Kamera in mehr als 40 Film-und-Fernsehproduktionen mit. Anfang der 1970er-Jahre ging er in den Ruhestand.
Povl Wøldike war insgesamt dreimal verheiratet und hatte aus seiner zweiten Ehe eine Tochter, Birthe (* 1930). Seine dritte Ehefrau war ab dem 31. August 1947 bis zu seinem Tod die Schauspielerin Lya Witzansky (1924–2020). Wøldike starb am 25. Juli 1975 im Alter von 75 Jahren. Seine Grabstätte befindet sich auf dem Assistenzfriedhof Odense.

## Filmografie (Auswahl)
- 1942: Entgleiste Menschen
- 1943: Forellen
- 1946: Morphium
- 1951: 24 Stunden
- 1953: Vater hoch vier (Filmreihe)
- 1958: Junge Liebe – große Gefahren
- 1961: Reptilicus
- 1963: Das tosende Himmelbett
- 1966: Professor Taranne
- 1968: Wie ein Hirschberger Dänisch lernte